# Akija
Akija (in accadico, 𒀀𒆠𒄿𒀀, A-ki-i-a; fl. XXI secolo a.C.) è stato un sovrano dell'Assiria.
Secondo la Lista reale assira (AKL), Akija è il 29º monarca di Assiria, nel periodo paleo-assiro. Nella sezione della AKL nella quale appare, è il terzo di sei "re il cui eponimo non è noto." Come tutti i primi re d'Assiria, l'esistenza di Akija non è attestata in nessun'altra parte eccetto la Lista reale assira.